# Sexe et Philosophie
Pour plus de détails, voir Fiche technique et Distribution.
Sexe et Philosophie (سکس و فلسفه, Sex o phalsapheh) est un film franco-tadjiko-iranien réalisé par Mohsen Makhmalbaf, sorti en 2005.

## Synopsis
À son anniversaire, un homme de quarante ans qui se trouve seul, invite ses quatre ex-amantes à un cours de danse dont il est lui-même le professeur. Ces retrouvailles lui donnent l’occasion de revoir les raisons de l’effondrement de ses relations d’amour, et il réalise ainsi que plus le monde contemporain donne libre champ au sexe dans une relation, plus il s’éloigne de l'amour.

## Fiche technique
- Titre français : Sexe et Philosophie[1]
- Titre original : سکس و فلسفه (Sex o phalsapheh)
- Scénario, montage et réalisation : Mohsen Makhmalbaf
- Assistants-réalisateurs : Marziyeh Meshkini, Kaveh Moeenfar
- Musique : Daler Nasarov
- Société de production : Wild Bunch
- Durée : 102 minutes
- Pays :  France,  Iran,  Tadjikistan

## Distribution
- Daler Nazarov
- Mariam Gaibova
- Farzana Beknazarov
- Tahmineh Ebrahimova
- Malohat Abdulloeva